# 波利西
波利西（法語：Polisy，法語發音：[pɔlizi]）是法国奥布省的一个市镇，属于特鲁瓦区。

## 地理
波利西（48°3'38"N, 4°22'50"E）面积11.35 平方千米，位于法国大東部大區奥布省，该省份为法国中北部省份，北起马恩省，西接塞纳-马恩省，西南至约讷省，东南至科多尔省，东临上马恩省。
与波利西接壤的市镇（或旧市镇、城区）包括：阿雷勒、阿维雷-兰热、莱涅河畔巴尔诺、比克瑟伊、乌尔斯河畔塞勒、波利索。

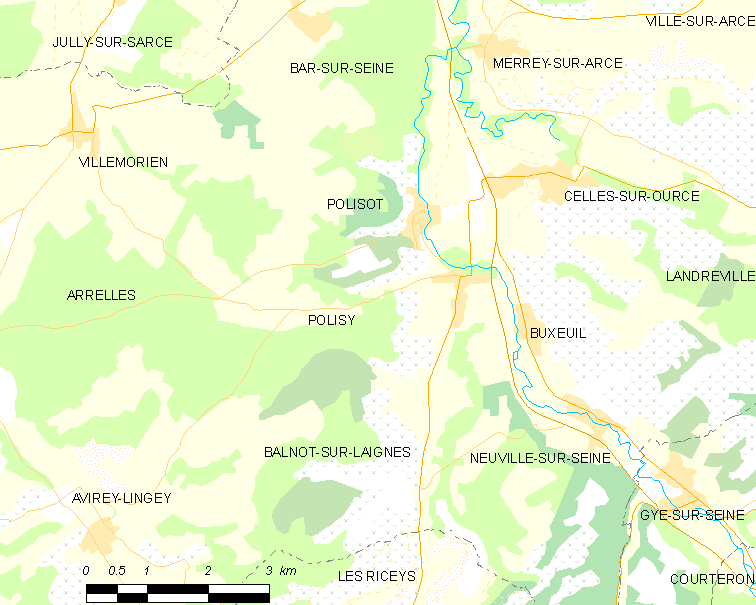
波利西的OSM定位图

波利西的时区为UTC+01:00、UTC+02:00（夏令时）。

## 行政
波利西的邮政编码为10110，INSEE市镇编码为10296。

## 政治
波利西所属的省级选区为塞纳河畔巴尔县。

## 人口

1962-2008年间波利西人口变化图示

波利西于2022年1月1日时的人口数量为176人。